# Mick Bates
Michael John „Mick“ Bates (* 19. September 1947 in Doncaster; † Juli 2021) war ein englischer Fußballspieler. Zumeist im linken Mittelfeld eingesetzt, stand er als langjähriger Spieler von Leeds United meist im Schatten renommierter Mannschaftskameraden wie Billy Bremner und Johnny Giles. Größte Erfolge waren 1974 der Gewinn der englischen Meisterschaft sowie die beiden Messepokalsiege aus den Jahren 1968 und 1971.

## Sportlicher Werdegang
Nachdem er bereits als Jugendlicher für Nachwuchsmannschaften von Leeds United gespielt hatte, unterschrieb Bates im September 1964 seinen ersten Profivertrag bei den „Whites“. Mit einer guten Technik ausgestattet, aber in seinem Auftreten häufig unauffällig und dabei mäßig torgefährlich, kam er nur zögerlich zum Einsatz. Dies lag auch an Konkurrenten wie Johnny Giles und Billy Bremner, die im Mittelfeld den Ton angaben. Erst am 3. September 1966 debütierte er unter Trainer Don Revie in einem Erstligaspiel – die Partie gegen den FC Burnley endete mit einem 1:1-Remis. Insgesamt bestritt er aber in der Saison 1966/67 lediglich zwölf Pflichtspiele, darunter die Finalhinspielniederlage im Messepokal bei Dinamo Zagreb (0:2), das im Rückspiel (0:0) dann ohne ihn nicht aufgeholt werden konnte. Ein Jahr später stand er mit Leeds erneut im Endspiel des Messepokals und er half nach einem 1:0-Hinspielerfolg gegen Ferencváros Budapest im Rückspiel per Einwechslung für Terry Hibbitt nach gut einer Stunde, das 0:0 zu halten und somit die Trophäe zu gewinnen.
Zum Gewinn der englischen Meisterschaft 1969 trug er mit vier Einsätzen nur marginal bei. Erst ab März 1970 kam er für die bereits erwähnten Giles und Bremner häufig ersatzweise zum Zug. Dabei erlebte er seinen sportlichen Höhepunkt am 28. Mai 1971 bei einem erneuten Finalauftritt im Messepokal. In der 77. Minute egalisierte er mit seinem Tor zum 2:2-Remis bei Juventus Turin, das durch das folgende 1:1 im Rückspiel aufgrund der Auswärtstorregel entscheidenden Charakter hatte. Mit Ausnahme der Saison 1972/73, in der er 29 Ligapartien absolvierte, kam er auch weiterhin nicht über den Status eines Ergänzungsspielers hinaus. Insgesamt absolvierte er in den fünf Jahren 55 Meisterschaftsspiele. Einen möglichen Wechsel hatte er jedoch immer ausgeschlagen, darunter einen möglichen Transfer für 100.000 Pfund zum sehr interessierten FC Southampton. Stattdessen fügte er sich häufig in die Reservemannschaft von Leeds United ein. Beim Gewinn der englischen Meisterschaft 1974 stand er in zehn Ligapartien auf dem Feld, davon neunmal in der Startelf, und schoss zwei Tore, wobei eine Verletzung aus dem Spiel auf eisigem Boden gegen die Queens Park Rangers im Dezember 1973 einen möglichen größeren Beitrag verhindert hatte. Die Blessur sorgte letztlich für eine vollständige Pause bis Februar 1976 und nur kurze Zeit später verabschiedete er sich nach zwölf Profijahren für Leeds United in Richtung des Drittligisten FC Walsall.
Die Ablösesumme für Bates betrug im Juni 1976 25.000 Pfund und im Alter von 29 Jahren wurde er umgehend Kapitän des FC Walsall. Insgesamt spielte er zwei Jahre für die „Saddlers“ und während seiner 85 Ligaeinsätze schoss er fünf Tore. Anschließend kehrte er nach Yorkshire zurück und für 25.000 Pfund heuerte er im Juni 1978 beim Viertligisten Bradford City an. Dort blieb er weitere zwei Jahre, bevor er in seine Geburtsstadt Doncaster zurückkehrte. Die Rovers agierten gleichsam in der vierthöchsten Spielklasse, aber zunehmend verletzungsgeplagt kam Bates gerade einmal auf vier Ligaeinsätze – davon drei in der Startelf. Letzte bekannte Stationen waren Bentley Victoria, als Bates auf seinen ehemaligen Mannschaftskameraden Rod Belfitt traf, und Worksop Town.
Nach dem Ende seiner Fußballerlaufbahn betrieb er 21 Jahre lang sein eigenes Versicherungsunternehmen, bevor er sich 1999 in den Ruhestand verabschiedete. 2019 erhielt Bates, ebenso wie einige frühere Mannschaftskameraden, von der Stadt Leeds die Auszeichnung Freedom of the City verliehen.

## Titel/Auszeichnungen
- Messepokal (2): 1968, 1971
- Englische Meisterschaft (1): 1974